# Brick Mansions. Najlepszy z najlepszych
Brick Mansions. Najlepszy z najlepszych (ang. Brick Mansions) – francusko-kanadyjski dramat kryminalny z 2014 roku w reżyserii Camille'a Delamarre. Remake filmu 13 Dzielnica (2004) w reżyserii Pierre’a Morela. Zdjęcia kręcono w Montrealu i w Detroit.

## Obsada
- David Belle jako Lino Dupree
- Paul Walker jako Damien
- Gouchy Boy jako K2
- Carlo Rota jako George
- RZA jako Tremaine Alexander
- Ayisha Issa jako Rayzah
- Robert Maillet jako Yeti
- Benoit Priest jako Brawler
- Catalina Denis jako Lola
- Tristan D. Lalla jako bandyta
- Kalinka Petrie jako asystentka burmistrza
- Bruce Ramsay jako burmistrz